# Lanteri (Santa Fé)
Lanteri é uma comuna da província de Santa Fé, na Argentina.